# Криволукский
Криволукский — поселок в Заводоуковском районе Тюменской области. В рамках организации местного самоуправления находится в Заводоуковском городском округе.

## География
Поселок находится в 15 километрах к северо-западу от города Заводоуковска, в 20 километрах к юго-востоку от Ялуторовска

### Часовой пояс
Поселок Криволукский, как и вся Тюменская область, находится в часовой зоне МСК+2. Смещение применяемого времени относительно UTC составляет +5:00.

## Население
| 2010 |
| ---- |
| 2    |

## Инфраструктура
Железнодорожная станция Криволукский